# パワーステーション (番組制作会社)
有限会社パワーステーション（英称：POWER STATION）は、テレビ番組などの企画･制作を中心とする制作プロダクションである。2003年9月設立。

## 主な番組作品

### 現在
毎日放送
- 知っとこ!

朝日放送テレビ
- LIFE〜夢のカタチ〜
- 雨上がりのやまとナゼ?しこ

関西テレビ
- R-1グランプリ
- ごきげんライフスタイル よ〜いドン!
- お笑いワイドショー マルコポロリ!
- 世間の裏側のぞき見バラエティ ウラマヨ!
- That'sミーハーテイメント!! 流行りん♥モンロー!

読売テレビ
- 朝生ワイド す・またん!
- 大阪ほんわかテレビ
- かんさい情報ネット ten!

### 過去
毎日放送
- 旅は道ヅレ

朝日放送
- ムーブ!
- クイズ!紳助くん
- ガラスの地球を救えスペシャル'08
- 週末の探検家〜夢羅針盤〜
- ごきげん!ブランニュ

関西テレビ
- 痛快!エブリデイ
- モモコのOH!ソレ!み〜よ!
- FNNスーパーニュースアンカー
- 吉本芸人100人祭り!笑って忘れて スタジオにこれ以上入りませんSP
- おじょママ!F
- 南パラZ!
- あっぷ&UP!
- タカトシラベ
- ゼッタイジャルっ!
- カキューン!!
- SHINPUU 銀シャリ×藤崎マーケットの◎本の矢

読売テレビ
- ズームイン!!SUPER
- ウラネタ芸能ワイド 週刊えみぃSHOW
- 芸恋リアル
- 島田紳助がオールスターの皆様に芸能界の厳しさ教えますスペシャル!
- 京橋花月丼
- ズームイン!!サタデー
- あさパラ!